# Глубоководные электрические скаты
Глубоководные электрические скаты (лат. Benthobatis) — род скатов семейства лат. Narcinidae отряда электрических скатов. Это хрящевые рыбы, ведущие донный образ жизни, с крупными, уплощёнными грудными плавниками в форме диска и с длинным хвостом. Они способны генерировать электрический ток. К роду в настоящее время относят 4 вида. Эти скаты встречаются в тёплых умеренных и тропических водах всех океанов на глубине до 1071 м. Это исключительно морские рыбы. Длина колеблется от 19 до 50 см. Научное название рода происходит от слов др.-греч. βένθος — «глубина» лат. batis — «скат».

## Описание
У этих скатов овальные и закруглённые грудные диски и довольно толстый длинный хвост. Имеются два спинных плавника примерно одного размера. У основания грудных плавников сквозь кожу проглядывают электрические парные органы в форме почек. У глубоководных электрических скатов глаза покрыты кожей и не функционируют.

## Биология
Глубоководные электрические скаты являются медлительными донными рыбами. Рацион состоит в основном из мелких донных рыб и беспозвоночных. Они способны генерировать электрический ток средней силы. Размножаются яйцеживорождением, эмбрионы вылупляются из яиц в утробе матери.

## Классификация
- Подсемейство Narcininae
  - Benthobatis Alcock, 1898 — Глубоководные электрические скаты[1]
    - Benthobatis kreffti Rincón, Stehmann & Vooren, 2001
    - Benthobatis marcida  Bean & A. C. Weed, 1909 — Блёклый глубоководный электрический скат[1]
    - Benthobatis moresbyi Alcock, 1898 — Электрический скат Морсби[1]
    - Benthobatis yangi M. R. de Carvalho, Compagno & Ebert, 2003